# Jacquie et Michel
Jacquie et Michel és una marca de la societat Ares (antigament Tawenda), operada per un grup d'empreses i portada per diversos llocs web pornogràfics, inclosos serveis de vídeo a la carta. El grup també controla les sex-shops que porten el seu nom i una revista impresa, Hot Vidéo. És present en esdeveniments (vetllades a discoteques) i comercialitza productes derivats.
Jacquie et Michel va començar com a amateur i es va professionalitzar per etapes, sobretot amb el registre de la marca l'any 2004.
El 2007 és llançada Jacquie et Michel TV, avui el lloc més popular del grup.
El grup hauria generat 25 milions d'euros de facturació l'any 2017,compta amb unes 30 webs, dona feina a uns 20 treballadors i unes 60 persones en total, entre productors que col·laboren amb ell, i responsables de comerços, organitzadors de festes, etc.
El desembre de 2016 els propietaris de la marxa Jacquie et Michel van comprar la revista Hot Vidéo i el grup es va consolidar com un dels dos pesos pesants de la indústria pornogràfica francesa. L'adquisició de Colmax el novembre de 2019 li permet estar present en tots els paquets de televisió de subscripció més grans.
El grup, que va fer molt popular la seva marca a partir del seu eslògan, és objecte de polèmica per la seva opacitat legal i per les pràctiques d'algunes de les productores independents en els vídeos que emet. Va ser objecte d'una investigació judicial el juliol de 2020 per proxenetisme i violació.

## Història
La presentació de la història de la marca ha anat evolucionant al llarg dels anys.

### La llegenda de Jacquie
Va ser l'any 1999 quan es va crear el primer lloc de Jacquie et Michel. Michel Piron, un professor d'origen tolosà que vivia a Odos aprofita la seva formació com a webmaster per posar en línia l'any 1999 un lloc de fotos de viatges que es convertirà per casualitat en un lloc d'aportació de fotos eròtiques. El 2004 la marca « Jacquie et Michel » és dipositada a l'Institut national de la propriété industrielle (INPI).
El 2005, Michel deixa l'Éducation Nationale. En les primeres versions de la història comunicades al públic, va llançar les seves webs amb «Jacquie», qui es va presentar fins al 2014 com la seva dona, també mestra i llibertinaPosteriorment, “Jacquie” esdevé una simple reunió efímera. Pel que fa a l'esposa real de Michel Piron, Araceli, de vegades es presenta com a “presidenta de l'empresa quan es va crear», de vegades com sense cap paper en la creació de l'empresa. Això indica “haver-se retirat de l'activitat” l'any 2013. El grup, presentat inicialment per motius de màrqueting com a creat per una parella llibertina, de fet és dirigit per Michel Piron i el seu fill, a qui se’ls va unir una vegada un soci qui els va vendre la seva part el 2020.

### Un lloc de vídeos
Cap al 2007, amb la democratització de l'accés a Internet d'alta velocitat a les llars franceses, la companyia va llançar un lloc de vídeos. Amateurs llibertins o swingers contacten amb el lloc on els troba una o més parelles sexuals, l'acte és filmat per un dels equips de "Jacquie et Michel". A continuació, "Jacquie et Michel" obre desenes de llocs web relacionats amb la pornografia (cites, càmeres web, joguines sexuals, vídeos, etc.). Als llocs de vídeos, els usuaris d'Internet poden veure una mostra gratuïta i han de pagar per veure la resta d'una pel·lícula o posar-se en contacte amb les actrius.
A partir de la dècada del 2010, la marca va utilitzar cada cop més actors remunerats, i el 2015, dos terços de les actrius cobraven un honorari; les pel·lícules publicades per aficionats se substitueixen per pel·lícules amb guió, tot i que les actrius de pagament continuen apareixent com a "veïna del costat". El lloc històric de 1999, que no havia canviat des de la seva creació, va ser sotmès a una reforma gràfica el 2014.
L'any 2012, la marca va ser transferida a l'empresa Tawenda (més tard rebatejada Arès). El 2014 s'estimava que hi hauria unes deu persones que viatjaran per França per fer els vídeos publicats al lloc, una mitjana de 500 vídeos a l'any.
Dos terços dels vídeos del lloc estan fets amb actrius semi-professionals que volen entrar a la indústria del porno. A Europa, la indústria pornogràfica paga a les actrius entre 250 i 600 euros per vídeo, mentre que als Estats Units, les tarifes varien entre 400 i 1.000 euros.

### Expansió
L'any 2015, el grup va diversificar la seva activitat llançant-se també al cinema amb guió amb pressupostos mitjans i grans amb.
A finals de 2017, dos anys després de la creació del seu estudi J&M Elite, el grup va anunciar a través del seu diari "La Voix du X" que havia estat guardonat amb el Premi AVN, una cerimònia que tenia lloc a Las Vegas que premia les millors produccions pornogràfiques mundials.
El gener de 2019 el segell va estrenar una pel·lícula anomenada La Casa de Michel, una paròdia pornogràfica d'una famosa sèrie espanyola emesa per Netflix, La casa de papel. Aquesta paròdia és emesa per Canal +.
El gener de 2020 aquesta pel·lícula, produïda per Jacquie et Michel Elite, va guanyar el títol de "Millor pel·lícula estrangera de l'any" als premis XBIZ.
El setembre de 2021, la marca va guanyar el premi al millor estudi de l'any, un dels pocs premis atorgats per l'esdeveniment dels XBIZ Europa Awards del qual és copatrocinador.

### Xarxa de botigues

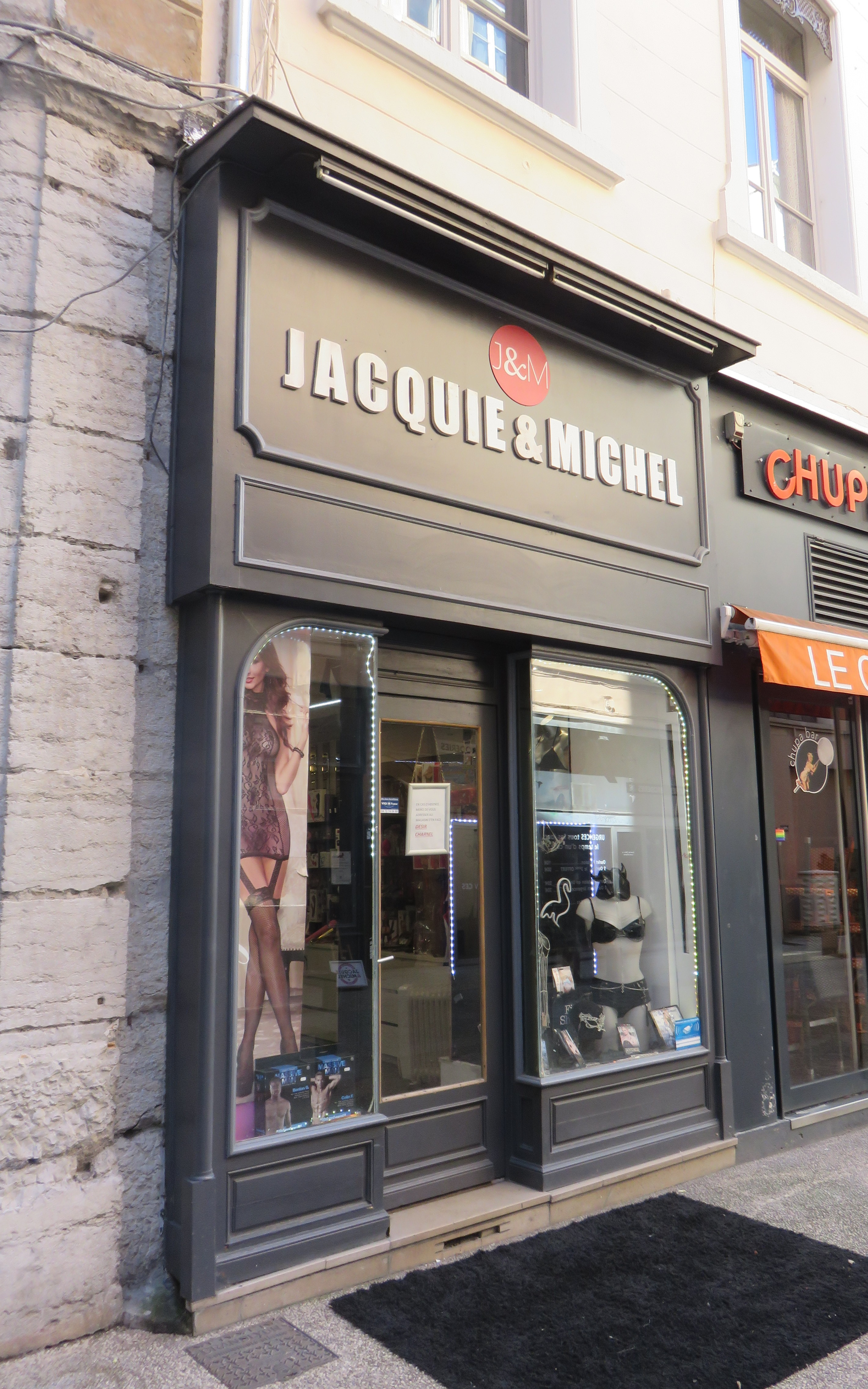
Una botiga Jacquie et Michel a Lió.

Jacquie et Michel han desenvolupat una xarxa de sex shops des del 2015, amb successives obertures a París al 14è districte (2015), a Lió, a Nancy i a Annecy (2016), a Marsella, a Fréjus després a Niça (2017), una segona botiga a Paris, a Mulhouse, a Saint-Étienne (2018) i la tretzena botiga de la marca s'obre a La Réunion (2019).

### Revistes
L'any 2015, la marca va llançar discretament una revista en línia "La Voix du X" per defensar la seva visió del porno i saldar comptes amb els mitjans que l'atacaven. La paternitat, inicialment negada per la marca, és confirmada pels editors sol·licitats de participar en la revista.
El 30 de setembre de 2016 la marca llença la seva revista en paper. El grup reclama vendes d'entre 25,000 i 27.000 exemplars per al primer número.
Aquest últim també continua, després de la seva presa de possessió, la publicació de la revista Hot Vidéo les vendes de la qual són aproximadament d'11.000 exemplars de cada número mensual.

### Productes derivats en grans superfícies

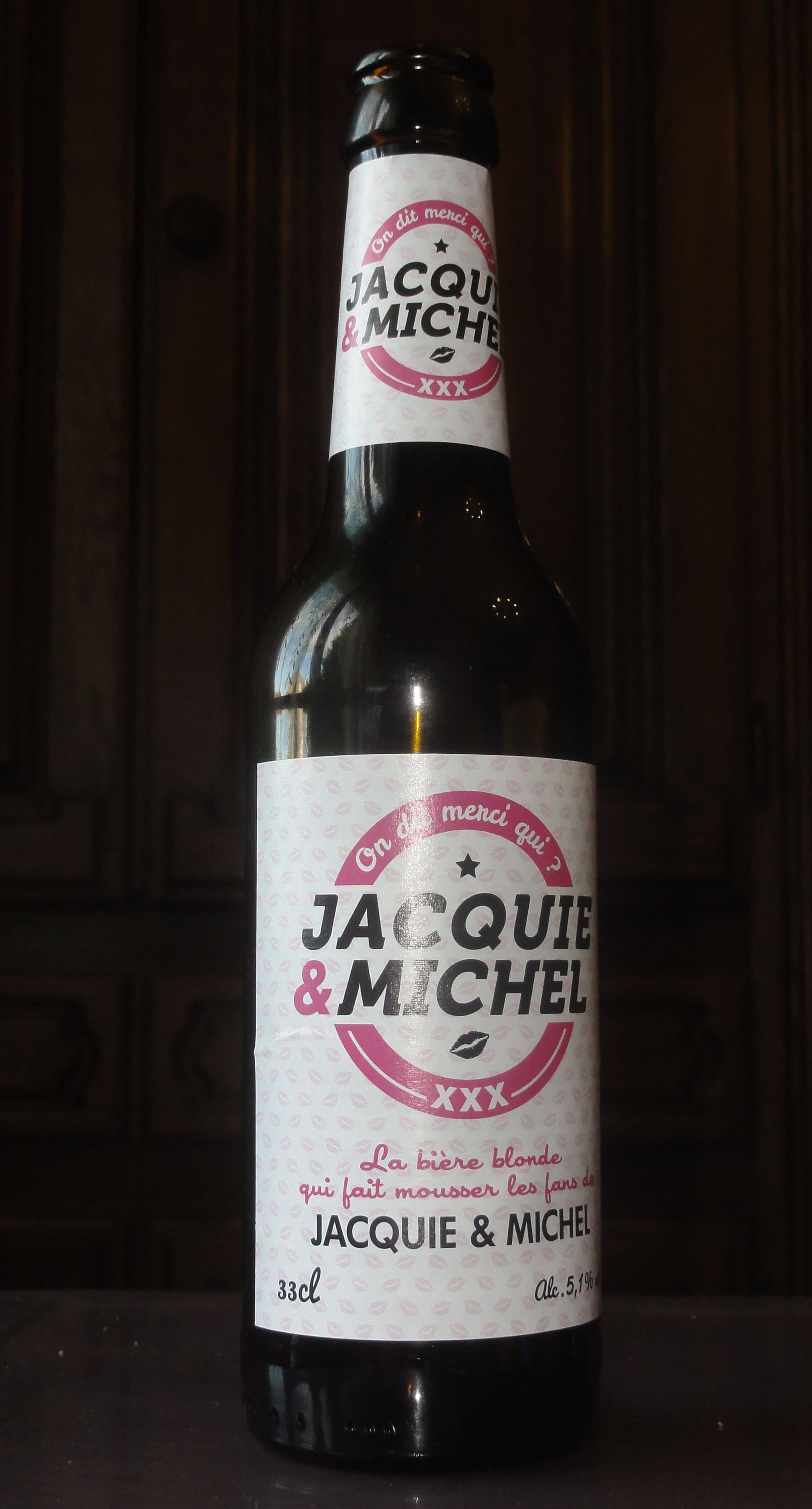
Cervesa Jacquie et Michel.

L'any 2017, els productes derivats de la marca (funda nòrdica, cerveses, boxers, mitjons, etc.) es van distribuir a les grans superfícies: E.Leclerc, Auchan, Cora et autres.

### Altres

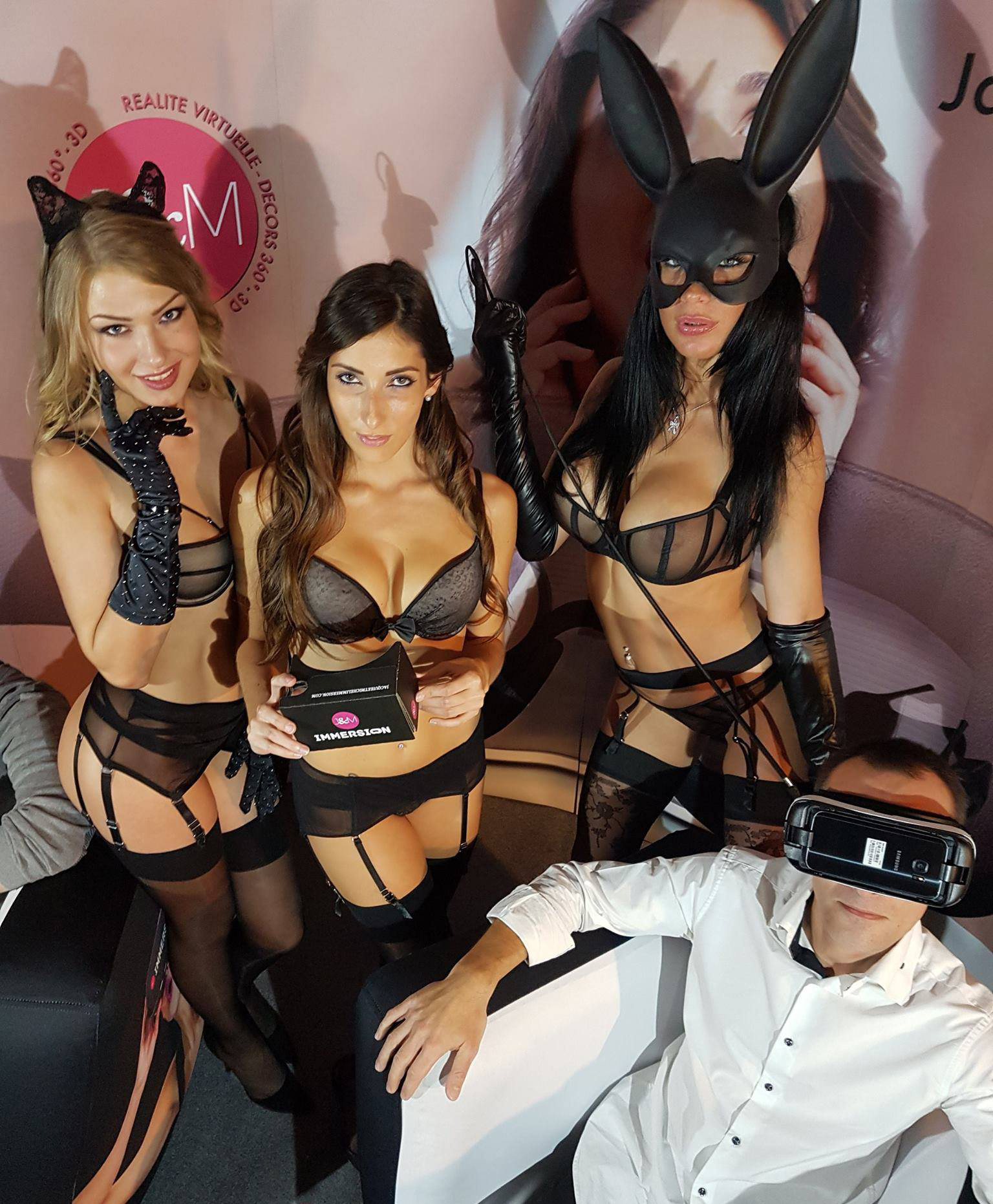
Stand J&M Immersion al saló de l'erotisme de Rouen. La visualització es fa amb un telèfon intel·ligent col·locat en una caixa.

El 30 d'octubre de 2014 la companyia va llançar PornEverest.com, un lloc il·limitat de VOD inspirat en Netflix, el gegant dels vídeos dels Estats Units, més o menys un mes després del llançament de aquest últim a França, amb les mateixes tecnologies. El 31 d'agost de 2015 J&M llançaren Jacquie et Michel Immersion, un lloc pornogràfic de pel·lícules de realitat virtual.

## Model econòmic

### Estructures de funcionament
Les estructures legals que operen la marca són relativament opaques. Un advocat indica l'existència d'una xarxa d'empreses formada per diverses estructures de producció i distribució, així com de holdings. Al centre del sistema, l'empresa Arès, dirigida per Michel Piron i el seu fill Thibaut (director general), explota els drets de la marca i és l'editora del lloc principal.
Tanmateix, no totes les activitats de la marca són operades pel grup. Així, el lloc de cites Jacquietmichel-contact, creat el 2015, és adquirida el 2018 per l'empresa 2L Multimedia, que gestiona molts altres llocs com easyflirt.

### Promoció de la marca
Amb la prohibició de la publicitat de llocs web pornogràfics a la televisió francesa, la marca ha implementat models promocionals que permeten eludir aquesta prohibició.

#### Promoció per l'eslogan

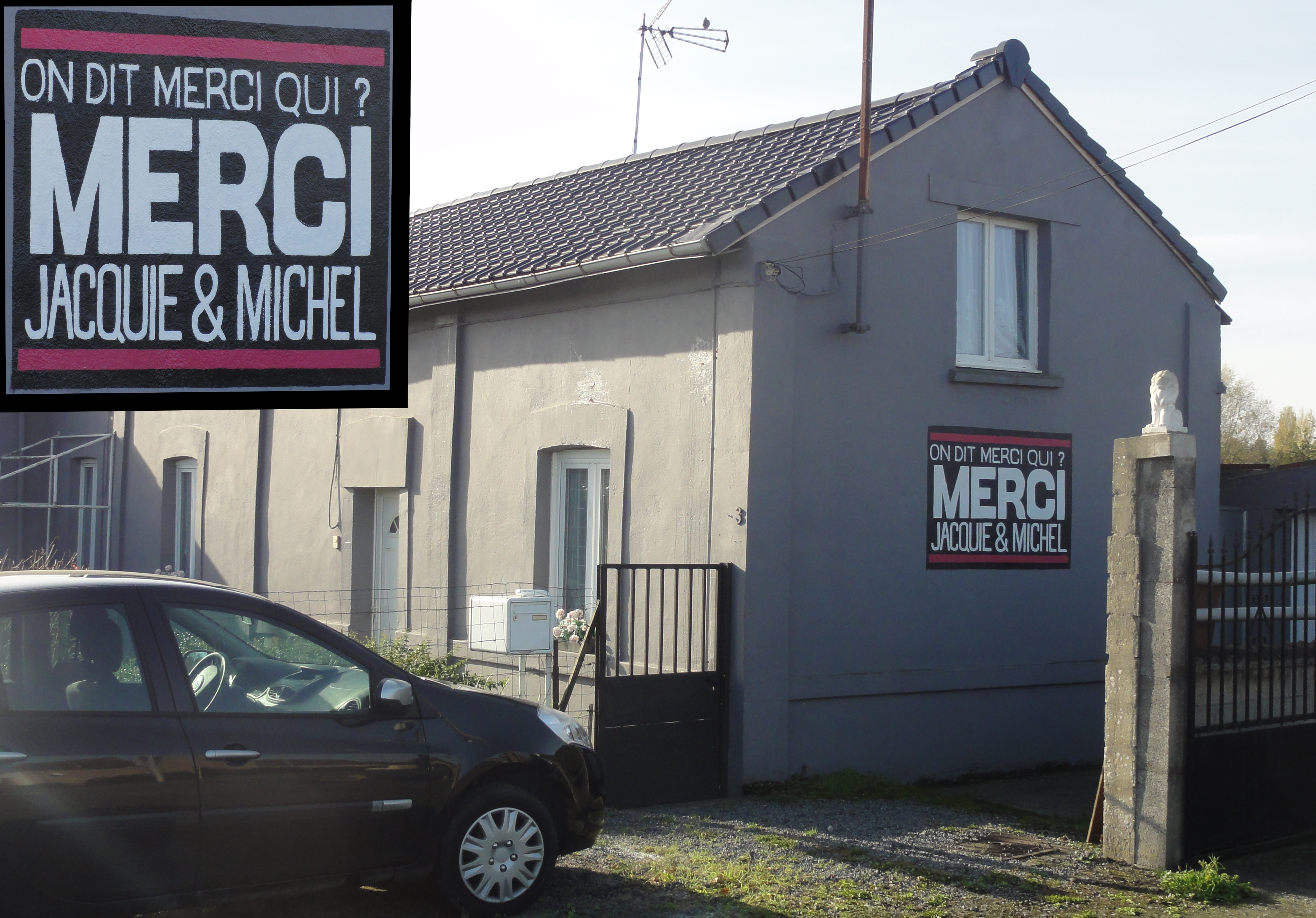
Octobre de 2017 a Somain, l'actriu Thérèse Dune fa penjar de la façana de casa seva l'eslogan "Diem gràcies qui? Gràcies Jacquie i Michel ».

El grup exigeix a les actrius que repeteixin diverses vegades l'eslògan de la marca « On dit Merci qui ? Merci Jacquie et Michel » durant el rodatge. Aquest gimmick s'ha fet popular més enllà del cercle intern. També serveix com a so filigrana digital quan es pirategen vídeos. Als estadis de futbol, alguns aficionats o equips aixequen pancartes que mostren l'eslògan del lloc, artistes com Seth Gueko no dubten pas d'utilitzar-lo per fer publicitat. L'eslògan també és utilitzat per l'operador Free en la seva campanya de comunicació per tal de fer reaccionar el públic.

#### Promoció per escàndol
Per consolidar la seva notorietat, la marca provoca breus rebomboris i escàndols, i ella mateixa crida l'atenció de la premsa, que després retransmet els escàndols així provocats a menor cost. Per exemple, va fer filtrar un lloc de rodatge per despertar reaccions locals. Les polèmiques que es generen es basen en llocs de rodatge suposats o reals, i impliquen actrius que es fan passar per persones vinculades al lloc: vídeo presentat com a rodat a la regió de París, amb una actriu fent-se passar per supervisora d'escola l'any 2013 (la pel·lícula és retirada del lloc arran de les amenaces de denúncia del director per atacar la imatge de l'establiment); vídeo amb una dona que afirma ser sexadora de pollastres a Loué el 2014 i que va resultar ser una actriu; vídeo filmat sota els arcs del Pont del Gard el juliol de 2015 mentre el lloc està classificat com a patrimoni mundial de la Unesco; vídeo rodat en una fregiteria a Arlon (Bèlgica) l'any 2015 on el propietari, després d'amenaçar amb presentar una denúncia, canvia d'opinió quan veu augmentar el nombre de visitants al seu negoci i decideix pujar-se l'onada creant dues hamburgueses amb l'efígie.
És el mateix esquema que s'implementa quan anuncia patrocinar un partit de rugbi, i que després aquest patrocini és rebutjat per la Ligue Nationale de Rugby, qui l'estima incompatible amb el públic familiar assistent a l'estadi.
És aquesta comunicació la que permet que sigui presa per determinades personalitats com Cauet o Joey Starr que per anunciar un clip recent, pren per exemple els codis del lloc en un vídeo.

### Màrqueting vinculat a l'epidèmia de covid-19
Durant el confinament de 2020 a França a causa de la pandèmia per COVID-19, el grup ofereix algunes de les seves pel·lícules per la seva visualització gratuïta. Els diferents llocs del grup van registrar aleshores entre un 30% i un 40% més de freqüentació, segons els gràfics d'audiència que «Le Monde va poder consultar, després d'un cim gegantí entre el 16 i el 19 de març de 2020.

### Diversificació
Es diu que l'empresa és víctima de la pirateria massiva dels seus vídeos; ella explica que la seva rendibilitat només és possible gràcies a la diversificació de les seves activitats, a més de la trentena de llocs de vídeo sota demanda que gestiona. i que representaria el 57% de la facturació el 2017. Aquesta diversificació passa per un lloc de contactes, vetllades a discoteques, sex shops, llocs web amb webcams i altres productes derivats.

### Una cadena de televisió
El novembre de 2019 el grup va adquirir la casa Colmax i la seva filial holandesa que emet un canal de televisió per a adults amb els principals operadors francesos: Orange, SFR, Numericable i Canal +. Paral·lelament, Jacquie et Michel anuncia el llançament del seu propi canal de televisió a França i a nivell internacional, en particular a Bèlgica i Suïssa per al 2020.
El 3 de març de 2020, el grup emet el seu canal a Bèlgica a Voo.
El 23 de juny de 2020, el canal JMTV es llança en exclusiva a França amb les ofertes de Canal +, canal 222.

### Una xarxa social
L'abril de 2020, el grup llança MerciFans, una xarxa social per adults prevista inicialment per al maig, però el llançament de la qual s'ha avançat per donar suport a treballadores sexuals pagant-les totes les comissions. MerciFans és una plataforma social que permet als seus usuaris monetitzar el seu contingut de manera individual o per subscripció i que també ofereix espectacles privats.

## Polèmiques

### Polèmiques sobre les condicions de rodatge
El 15 de maig de 2015 el web de l'associació Le Cabinet de Curiosité Féminine publica el testimoni de Léonarda Guinzburg que relata la mala experiència viscuda durant el rodatge d'un vídeo destinat a la seva emissió a Jacquie et Michel.
El 23 de maig el grup Jacquie et Michel va negar les acusacions de Léonarda a la premsa. Le Nouvel Observateur publica un testimoni semblant poc després, d'una aficionada que evoca pressions durant el rodatge que la van portar a acceptar pràctiques que inicialment havia rebutjat.
Diversos altres testimonis mostren pràctiques sexuals acceptades sota coacció, humiliació i violència; la denegació del consentiment no es pot tenir en compte, els productors, que entreguen vídeos a diferents empreses, jutjant que aquestes condicions laborals de les actrius són inherents a l'activitat pornogràfica.
Tanmateix, els vídeos estan rodats per productors independents, i no per Jacquie et Michel on els directors són generalment respectuosos fora de les hores de rodatge. Michel Piron afirma que els insults que s'ofereixen a les dones, que ell mateix practicava quan es posava el barret de director, cauen en màrqueting, i que «sovint és un plaer per a [la dona]»; de la mateixa manera, "els pastissos a la cara, a les noies els agrada! És  SM. Hi ha una mena de dominació amb pastissos a la cara o un pastís al cul..." Aquesta declaració segueix diversos testimonis, entre els quals el d'una jove sense diners que va sol·licitar rodar sense saber què esperar, i que es diu «marcada amb un ferro calent» per aquesta experiència: les bufetades rebudes no havien estat anunciades; només va acceptar pràctiques sexuals violentes a que la van obligar després d'haver-li promès més diners; les seves peticions per prendre el descans promès en cas de massa dolor van ser ignorades; diu que s'ha transformat en una dona-entrepà sota les bufetades incessants per obligar-la a repetir el lema « Merci qui ? ». Un altre, per contra, va dir que estava encantada amb la seva experiència.

### Polèmiques sobre l'anonimat i sol·licituds per eliminar vídeos
A finals del 2015, Canal + va dedicar un reportatge a la marca. Una cinquantenària explica com malgrat les promeses de desdibuixar-li la cara a l'extracte gratuït -que van ser escrupolosament respectades segons la productora-, la seva vida va ser destruïda a causa de l'àmplia distribució de tot el vídeo no pixelat als llocs pirates.
El juny de 2018 la premsa relata la desventura d'una jove que apareix en un vídeo i la seva dificultat per retirar-lo. La jove evoca un "període força fosc" de la seva vida, angoixa financera, promeses incomplertes sobre l'import del caxé i sobre el seu anonimat. El productor hauria contestat haver perdut el contracte i hauria exigit diferents sumes (2.000, 4.000 o 6.000 euros) per retirar el vídeo. El responsable de comunicació parla d'imports omnipresents i reitera que l'actriu hauria d'haver contactat directament amb ells després dels seus intercanvis amb la productora, la companyia J&M dient que està disposada a fer front a les actrius de la defensa contra els productors deshonestos.
El febrer de 2019 el periodista Robin d'Angelo fa una ullada a les condicions de rodatge dels vídeos, amb diverses actrius evocant situacions personals difícils, fins i tot pressions. Sobretot, exposa "un muntatge deliberadament opac" en el qual es signen contractes entre actrius i productores, una situació que el lloc de Jacquie et Michel invoca per descartar-se de tota responsabilitat, i per no respondre a les peticions de retirada. Aquesta posició és la que el lloc ja defensava l'any 2015, presentant-se com una simple plataforma de difusió, com YouTube, i que no tolerava cap abús per part de productors independents.
Tanmateix, l'estatus de "productor executiu" sota el qual operen els proveïdors de serveis deixaria la responsabilitat al lloc de Jacquie et Michel. L'esquema global respondria a un "desig de no ser completament transparent", segons l'advocat Éric Morain, i el més difícil seria "identificar els responsables legals" de les quals no apareixen ni les coordenades ni en. línia. Un cop identificats, els responsables de "Jacquie et Michel" accedirien ràpidament a les sol·licituds.

### Procediments judicials
El 10 de setembre de 2020 la fiscalia de París va anunciar que el lloc de vídeos de Jacquie et Michel estava sota investigació per violació i proxenetisme. Aquest tràmit es va encarregar a la Policia judicial de París, el passat 10 de juliol, a partir d'un informe enviat al febrer per tres associacions feministes, que retransmetien els testimonis d'actrius. afirmant haver estat obligades a "pràctiques sexuals" fora de la norma i doloroses "sense consentiment". Es publiquen testimonis a la premsa o al web Konbini.com.Segons l'AFP, desenes de dones han acudit a advocats des de l'inici de la investigació, algunes per violació o violència sexual, la gran majoria per obtenir l'eliminació dels vídeos, perquè no van preveure les repercussions en la seva vida. La plataforma, com a difussora, rebutja qualsevol responsabilitat sobre els productors. M. Cellupica, advocat del grup, fins i tot expressa la possibilitat que l'empresa Jacquie et Michel iniciï una acció civil contra els productors independents que estarien implicats si es demostressin els fets.
El novembre de 2020, el grup publica una carta d'ètica i conducta professional per als productors francesos per protegir els participants dels vídeos que és probable que emetin i distribueixin. En els termes d'aquesta carta, aplicable a totes les entitats del grup, els productors es comprometen a informar els participants que poden rebutjar qualsevol pràctica sexual i a respectar la seva elecció en aquesta matèria. El grup explica que no distribuirà "cap producció que no respecti la totalitat o part d'aquesta carta i trencarà immediatament totes les relacions comercials amb el responsable del primer incompliment degudament constatat".
Paral·lelament, dos productors que treballen per a la marca però també per al seu principal competidor, Marc Dorcel, són acusats de violació, proxenetisme agreujat, tràfic de persones agreujat, difusió de l'enregistrament d'imatges relacionades amb la comissió d'un atac deliberat a la integritat de la persona i l'execució d'una activitat econòmica simulada. Foren posats sota presó preventiva el 17 d'octubre de 2020. Segons el director general Thibault Piron l'any 2018, el primer, conegut com a "Pascal OP" i el lloc del qual French Bukkake és tancat després, només va treballar per la marca de manera clandestina, quan va aconseguir convèncer una noia perquè rodés: ja no apareixia als vídeos com a actor, ni als crèdits, per la seva mala imatge, que s'arriscava a reflectir en la de la marca. El segon productor, Matthieu L. dit "Mat Hadix" era el principal productor de la marca des del 2013, i s'havia encarregat des del 2015 de l'organització de les festes en discoteques. El 2017, un article de Jacquie & Michel Le Mag el presenta com "l'ambaixador essencial de la marca". Segons s'informa, els dos compartien el seu equipament i decorats, de manera que les actrius no sempre estaven segures de per a qui estaven filmant. Els denunciants mencionen atacs greus al consentiment per escenes molt violentes, i l'acusació de la fiscalia va denunciar violacions repetides, mentides i intimidacions, ús de drogues de vegades sense el seu coneixement, proves falsificades del VIH i extorsió per retirar vídeos pornogràfics. Dues persones més, un assistent de càmera i un captador - fent-se passar per una dona a Facebook per tal de manipulara llarg termini les cinc demandants i aconseguir que acceptin la filmació - també són acusats i posats sota supervisió judicial. Els dos productors, presumptament innocent, neguen els càrrecs contra ells, i la marca "Michel et Jacquie" no ha volgut respondre a les preguntes de Mediapart que especifica que: Els líders del grup i la pròpia empresa mai han estat sospitosos ni requerits pels tribunals en aquest afer.

### Altres polèmiques
El 2014, el lloc intenta promocionar la seva cançó oficial utilitzant un compte twitter seguit d'una majoria d'adolescents.
En el moment de l'elecció de Miss França 2015, va esclatar una polèmica quan els internautes van reconèixer una de les candidates al títol de Miss Grand Troyes, coneguda per haver rodat a Jacquie et Michel sota el nom d'« Andréa».